# Arjun (tenk)
 Arjun je indijski glavni borbeni tenk. Razvoj arjuna počeo je 1974. godine, a prvi prototip je napravljen 1984. godine i predviđalo se da će imati samo indijske sustave, ali je zbog nemogućnosti indijskih stručnjaka i loše kvalitete pojedinih komponenti velik broj stranih tvrtki sudjelovalo u razvoju. Do 1988. sastavljeno je ukupno deset prototipa. Šest ih je bilo predano indijskoj vojsci radi ispitivanja borbenih sposobnosti. Zbog problema s velikom težinom Arjuna (preko 60 tona) serijska je proizvodnja počela tek 2004. godine.

## Vatrena moć
Osnovu vatrene moći Arjuna čini top od 120 mm glatke cijevi, indijska kopija njemačkog topa ugrađenog u Leopard 2. Top i kupola stabilizirani su u dvije ravnine, i pokretani su električki. Arjunov SUP je vrlo moderan i sličan je onome na tenkovima zapadnih zemlja (Njemačka,SAD itd.). Indija je sama razvila cijeli niz raketa i granata za svoj top od granate s potkalibarnim penetratorom do granate za zadimljavanje bojišta i posebnu granatu za uništavanje helikoptera .

## Oklopna zaštita
Oklopna zaštita je jednaka kao na ranijim inačicama tenka Leopard 2. Arjun koristi kompozitni oklop nepoznatog sastava. Radi zaštite posade streljivo je pohranjeno u vodonepropusne posude za smanjenje rizika od požara i eksplozije municije. Kao dodatna zaštita može se postaviti i reaktivno eksplozivni oklop.

## Pokretljivost
Kod razvoja Arjuna planirana je bila ugradnja plinske turbine snage 1500 KS. No zbog problema koje su indijski stručnjaci imali oko razvijanja turbine odabran je Dieselov motor MB 838 Ka-501 njemačke tvrtke MTU snage 1400 KS (1030 kW). Uz ovaj motor Arjun postiže brzinu od 72 km/h i može priječi 450 km. Snaga se prenosi preko hidrauličke poluautomatske transmisije s 4 stupnja prijenosa za naprijed i 2 za nazad.